# Lej Mołdawii
Lej Mołdawii, lej mołdawski (rum. leu, l.mn. lei) – jednostka płatnicza w Mołdawii. Jeden lej dzieli się na 100 banów.
Lej Mołdawii został wprowadzony jako oficjalna waluta Mołdawii 29 listopada 1993, dwa lata po uzyskaniu przez ten kraj niepodległości. Nazwa waluty nawiązuje do przeszłości kraju i do okresu sprzed włączenia do Związku Radzieckiego w 1940 roku, kiedy w użyciu były leje rumuńskie.

## Monety
| Obecnie będące w obiegu | Obecnie będące w obiegu | Obecnie będące w obiegu | Obecnie będące w obiegu | Obecnie będące w obiegu | Obecnie będące w obiegu | Obecnie będące w obiegu | Obecnie będące w obiegu | Obecnie będące w obiegu | Obecnie będące w obiegu                  |
| Wizerunek               | Nominał                 | Parametry techniczne    | Parametry techniczne    | Parametry techniczne    | Parametry techniczne    | Opis                    | Opis                    | Opis                    | Data pierwszego bicia                    |
| Wizerunek               | Nominał                 | Średnica                | Grubość                 | Waga                    | Metal                   | Rant                    | Awers                   | Rewers                  | Data pierwszego bicia                    |
| ----------------------- | ----------------------- | ----------------------- | ----------------------- | ----------------------- | ----------------------- | ----------------------- | ----------------------- | ----------------------- | ---------------------------------------- |
|                         | 1 ban                   | 14,5 mm                 | 1,7 mm                  | 0,67 g                  | aluminium               | gładki                  | herb Mołdawii           | nominał                 | 1993                                     |
|                         | 5 banów                 | 16,0 mm                 | 1,6 mm                  | 0,75 g                  | aluminium               | gładki                  | herb Mołdawii           | nominał                 | 1993                                     |
|                         | 10 banów                | 16,6 mm                 | 1,65 mm                 | 0,85 g                  | aluminium               | gładki                  | herb Mołdawii           | nominał                 | 1996                                     |
|                         | 25 banów                | 17,5 mm                 | 1,7 mm                  | 0,95 g                  | aluminium               | gładki                  | herb Mołdawii           | nominał                 | 1993                                     |
|                         | 50 banów                | 19 mm                   | 1,8 mm                  | 3,1 g                   | brązal                  | ząbkowany               | herb Mołdawii           | nominał                 | 1998                                     |
|                         | 1 leu                   | 21,5 mm                 | 1,8 mm                  | 4,45 g                  | nikiel                  |                         | herb Mołdawii           | nominał                 | 2018                                     |
|                         | 2 lei                   | 23,7 mm                 | 2,2 mm                  | 6,7 g                   | nikiel                  | ząbkowany               | herb Mołdawii           | nominał                 | 2018                                     |
|                         | 5 lei                   | 24,4 mm                 | 2,25 mm                 | 7,1 g                   | bimetal                 |                         | herb Mołdawii           | nominał                 | 2018                                     |
|                         | 10 lei                  | 25,3 mm                 | 2,3 mm                  | 7,65 g                  | bimetal                 |                         | herb Mołdawii           | nominał                 | 2018                                     |
| Wycofane z obiegu       |                         |                         |                         |                         |                         |                         |                         |                         |                                          |
|                         | 50 banów                | 19 mm                   | 1,63 mm                 | 1,18 g                  | aluminium               | gładki                  | herb Mołdawii           | nominał                 | 1993 (wycofane z obiegu) 31 grudnia 1998 |
|                         | 1 leu                   | 19,5 mm                 | 1,48 mm                 | 3,32 g                  | nikiel                  | gładki                  | herb Mołdawii           | nominał                 | 1992 (wycofane z obiegu) 1994            |
|                         | 5 lei                   | 21,5 mm                 | 1,38 mm                 | 3,6 g                   | nikiel                  | gładki                  | herb Mołdawii           | nominał                 | 1993 (wycofane z obiegu) 1994            |

## Banknoty
Pierwsza seria banknotów była krótko w obiegu i obejmowała zaledwie trzy nominały: 1, 5 oraz 10 lei. Banknoty zostały wydrukowane w Rumunii w drukarni Banku Narodowego Rumunii.
| Pierwsza seria | Pierwsza seria | Pierwsza seria | Pierwsza seria | Pierwsza seria       | Pierwsza seria    | Pierwsza seria      | Pierwsza seria      | Pierwsza seria | Pierwsza seria    | Pierwsza seria                           |
| Wizerunek      | Wizerunek      | Nominał        | Wymiary        | Główny kolor         | Opis              | Opis                | Opis                | Data           | Data              | Data                                     |
| Awers          | Rewers         | Nominał        | Wymiary        | Główny kolor         | Awers             | Rewers              | Znak wodny          | Druku          | Wprowadzenia      | Wycofania                                |
| -------------- | -------------- | -------------- | -------------- | -------------------- | ----------------- | ------------------- | ------------------- | -------------- | ----------------- | ---------------------------------------- |
|                |                | 1 leu          | 123 × 61 mm    | brązowy żółty        | Stefan III Wielki | twierdza w Sorokach | figury geometryczne | 1992           | 29 listopada 1993 | nadal w obiegu (bardzo rzadko spotykany) |
|                |                | 5 lei          | 123 × 61 mm    | fioletowy niebieski  | Stefan III Wielki | twierdza w Sorokach | figury geometryczne | 1992           | 20 września 1993  | 2 grudnia 1993                           |
|                |                | 10 lei         | 123 × 61 mm    | brązowy pomarańczowy | Stefan III Wielki | twierdza w Sorokach | figury geometryczne | 1992           | 29 listopada 1993 | nadal w obiegu (bardzo rzadko spotykany) |

| Druga seria | Druga seria | Druga seria | Druga seria | Druga seria            | Druga seria       | Druga seria                              | Druga seria | Druga seria      | Druga seria          | Druga seria                                                      |
| Wizerunek   | Wizerunek   | Nominał     | Wymiary     | Główny kolor           | Opis              | Opis                                     | Opis        | Data             | Data                 | Data                                                             |
| Awers       | Rewers      | Nominał     | Wymiary     | Główny kolor           | Awers             | Rewers                                   | Znak wodny  | pierwszego druku | wprowadzenia         | emisje                                                           |
| ----------- | ----------- | ----------- | ----------- | ---------------------- | ----------------- | ---------------------------------------- | ----------- | ---------------- | -------------------- | ---------------------------------------------------------------- |
|             |             | 1 leu       | 114 × 58 mm | żółty                  | Stefan III Wielki | klasztor Căpriana                        | jak portret | 1994             | 19 maja 1994         | 1994, 1995, 1998, 1999, 2002, 2005, 2006, 2010, 2013, 2015       |
|             |             | 5 lei       | 114 × 58 mm | niebieski              | Stefan III Wielki | cerkiew św. Dymitra w Orgiejowie         | jak portret | 1994             | 29 kwietnia 1994     | 1994, 1995, 1999, 2005, 2006, 2009, 2013, 2015                   |
|             |             | 10 lei      | 121 × 61 mm | czerwony               | Stefan III Wielki | monaster Hîrjauca                        | jak portret | 1994             | 19 maja 1994         | 1994, 1995, 1998, 2005, 2006, 2009, 2013, 2015                   |
|             |             | 20 lei      | 121 × 61 mm | limonkowy              | Stefan III Wielki | twierdza w Sorokach                      | jak portret | 1992             | 29 listopada 1993    | 1992, 1995, 1997, 1999, 2002, 2004, 2005, 2006, 2010, 2013, 2015 |
|             |             | 50 lei      | 121 × 61 mm | różowy                 | Stefan III Wielki | monaster Hîrbovăț                        | jak portret | 1992             | 19 maja 1994         | 1992, 2002, 2005, 2006, 2008, 2013, 2015                         |
|             |             | 100 lei     | 121 × 61 mm | pomarańczowy           | Stefan III Wielki | twierdza w Benderach                     | jak portret | 1992             | 15 września 1995     | 1992, 2008, 2013, 2015                                           |
|             |             | 200 lei     | 133 × 66 mm | różowy i żółty         | Stefan III Wielki | ratusz w Kiszyniowie                     | jak portret | 1992             | 15 września 1995     | 1992, 2007, 2009, 2013, 2015                                     |
|             |             | 500 lei     | 133 × 66 mm | pomarańczowy i zielony | Stefan III Wielki | sobór Narodzenia Pańskiego w Kiszyniowie | jak portret | 1992             | 9 grudnia 1999       | 1992, 2015                                                       |
|             |             | 1000 lei    | 133 × 66 mm | purpurowy              | Stefan III Wielki | pałac prezydencki w Kiszyniowie          | jak portret | 1992             | 20 października 2003 | 1992                                                             |